# Козлув-Біскупі
Козлув-Біскупі (пол. Kozłów Biskupi) — село в Польщі, у гміні Нова-Суха Сохачевського повіту Мазовецького воєводства.
Населення — 1386 осіб (2011).
У 1975-1998 роках село належало до Скерневицького воєводства.

## Демографія
Демографічна структура станом на 31 березня 2011 року:
|          | Загалом | Допрацездатний вік | Працездатний вік | Постпрацездатний вік |
| -------- | ------- | ------------------ | ---------------- | -------------------- |
| Чоловіки | 672     | 166                | 440              | 66                   |
| Жінки    | 714     | 159                | 422              | 133                  |
| Разом    | 1386    | 325                | 862              | 199                  |